# Loci Communes

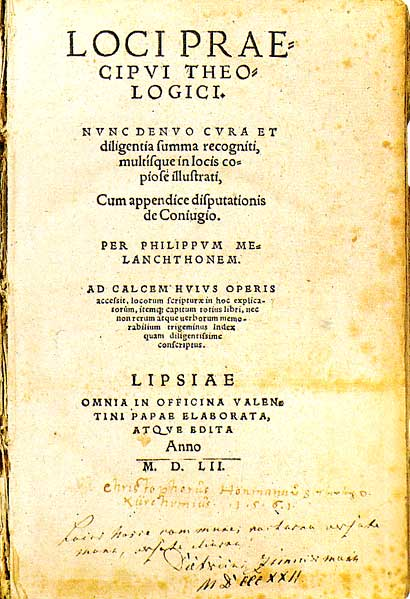
Loci Communes

Loci Communes är en bok av Philipp Melanchthon som han skrev 1521 vid endast 24 års ålder, och som blev en avgörande bok för reformationen. Melanchton ger i elva kapitel en förklaring till de kristna huvudbegreppen. 1997 gavs den på nytt ut på svenska, genom Församlingsförlaget i Göteborg (ISBN 9789197263559).
Kapitel:
1. Om människans krafter och särskilt om den fria vilja
2. Om synden
3. Om lagen
4. Om evangeliet
5. Om nåden
6. Om rättfärdiggörelsen och tron
7. Om skillnaden mellan det Gamla och Nya testamentet och om lagens upphävande
8. Om tecknen
9. Om kärleken
10. Om överheten
11. Om anstöten